# 戴卓賢
戴卓賢，台灣東海大學歷史系畢業，台灣國立臺灣大學國家發展研究所法學碩士研究生，前香港中西區區議會水街選區民選區議員。曾任一二三民主聯盟秘書長及主席等職務，留台校友會秘書長，馬英九港澳地區後援會會長，無論馬英九參選黨主席或總統，他都站在第一線支持，亦是中國國民黨第十七全港澳黨代表，歷任中國國民黨港澳總支部常務委員，其政治立場親中華民國政府，現為「中國國民黨青年論政聯盟」成員及香港知識青年學社主席。
戴卓賢於1999年香港區議會選舉成功取得議席並連任2003年區議會選舉，為了協助馬英九參選中華民國總統，放棄參選2007年香港區議會選舉。另外，他亦曾參選2006年香港選舉委員會界別分組選舉「港九各區議會」界別，但落選。2010年，他以獨立身份競逐立法會港島區補選，他對香港的政制發展是支持「普選聯」的主張，與北京及特區政府展開對話，以溝通方式尋求對未來政制發展的社會共識。2013年他公開推動促進兩岸和平協議，並發起連署及活動。此舉亦引起香港親臺人士不滿，並有違當前中華民國政策主張，似有協助大陸促統工作之嫌。